# Превъзпитателни лагери в Синдзян
Превъзпитателните лагери в Синдзян (на уйгурски: قايتا تەربىيەلەش لاگېرلىرى; на китайски: 新疆再教育營), официално наричани Центрове за професионално образование и обучение от правителството на Китай, са концентрационни лагери, разположени из Синдзян-уйгурския автономен регион с цел индоктриниране на уйгурите след 2017 г. като част от т.нар. „народна война срещу тероризма“, обявена през 2014 г. Лагерите са учредени под ръководството на генералния секретар Си Дзинпин. Съществуват сведения, че лагерите действат извън правните рамки на страната, като много уйгури са били вкарани в тях без съдебна заповед или съдебен процес срещу тях. Смята се, че местните власти държат хиляди уйгури и други етнически малцинства в лагерите с цел противодействане на екстремизма и тероризма и поощряване на културната асимилация. Хората, подлежащи на арест, са идентифицирани чрез системата за масово наблюдение, установена в автономния регион. В лагерите, затворниците се учат на мандарин и на лоялност към Китайската комунистическа партия. Освобождавани са, едва когато комунистическите комитети засвидетелстват идеологическа трансформация у тях.
Към 2018 г. е оценено, че китайските власти вероятно са задържали стотици хиляди (дори милиони) уйгури, казахи, киргизи и други тюркски мюсюлмани и християни, държейки ги в тайни концентрационни лагери, разпръснати из областта. През август 2018 г. панелът за човешки права на ООН обявява, че е получил множество достоверни доклади, че един милион етнически уйгури в Китай са затворени в „превъзпитателни лагери“ в Китай. Много медии по света сравняват учредяването на лагерите с китайската Културна революция.
През 2019 г. посланици на ООН от 22 държави подписват декларация, осъждаща масовите арести на уйгури и други етнически групи в Китай и призоваваща китайското правителство да затвори лагерите.